# Carl Severing
Carl Severing est un homme politique allemand, né le 1er juin 1875 à Herford (Province de Westphalie) et mort le 23 juillet 1952 à Bielefeld (RFA).
Membre du Parti social-démocrate d'Allemagne (SPD), il est ministre de l'Intérieur de l'État libre de Prusse de 1920 à 1926, ministre de l'Intérieur du Reich de 1928 à 1930, puis de nouveau ministre de l'Intérieur de Prusse de 1930 à 1932.

## Biographie
Johann Chapoutot, Christian Ingrao et Nicolas Patin estiment que Severing devient, alors qu'il est ministre de l'Intérieur du Reich, et qu'il réalise une épuration des fonctionnaires, la « bête noire » des nazis, qui en font leur ennemi personnel.